# Le Colosse de New York
Pour plus de détails, voir Fiche technique et Distribution.
Le Colosse de New York (The Colossus of New York) est un film américain réalisé par Eugène Lourié, sorti en 1958.

## Fiche technique
- Titre original : The Colossus of New York
- Titre français : Le Colosse de New York
- Réalisation : Eugène Lourié
- Scénario : Thelma Schnee (en) et Willis Goldbeck
- Producteur : William Alland
- Photographie : John F. Warren
- Musique : Van Cleave (en)
- Maquillage : Wally Westmore
- Société de production : Paramount Pictures
- Pays d'origine : États-Unis
- Format : Noir et blanc - 1,66:1
- Genre : science-fiction
- Durée : 70 minutes
- Date de sortie : 1958

## Distribution
- John Baragrey (en) : Dr Henry Spensser
- Mala Powers : Anne Spensser
- Otto Kruger : Dr William Spensser
- Robert Hutton : Dr John Robert Carrington
- Ross Martin : Dr Jeremy 'Jerry' Spensser
- Charles Herbert (en) : Billy Spensser
- Ed Wolff (en) : Le Colosse